# 圣弥额尔堂 (萨尔茨堡)
圣弥额尔堂（Michaelskirche）是奥地利萨尔茨堡的一座罗马天主教教堂，与圣伯多禄堂同为萨尔茨堡城中现存最古老的教堂。位于萨尔茨堡老城的Waagplatz和主教宫广场。

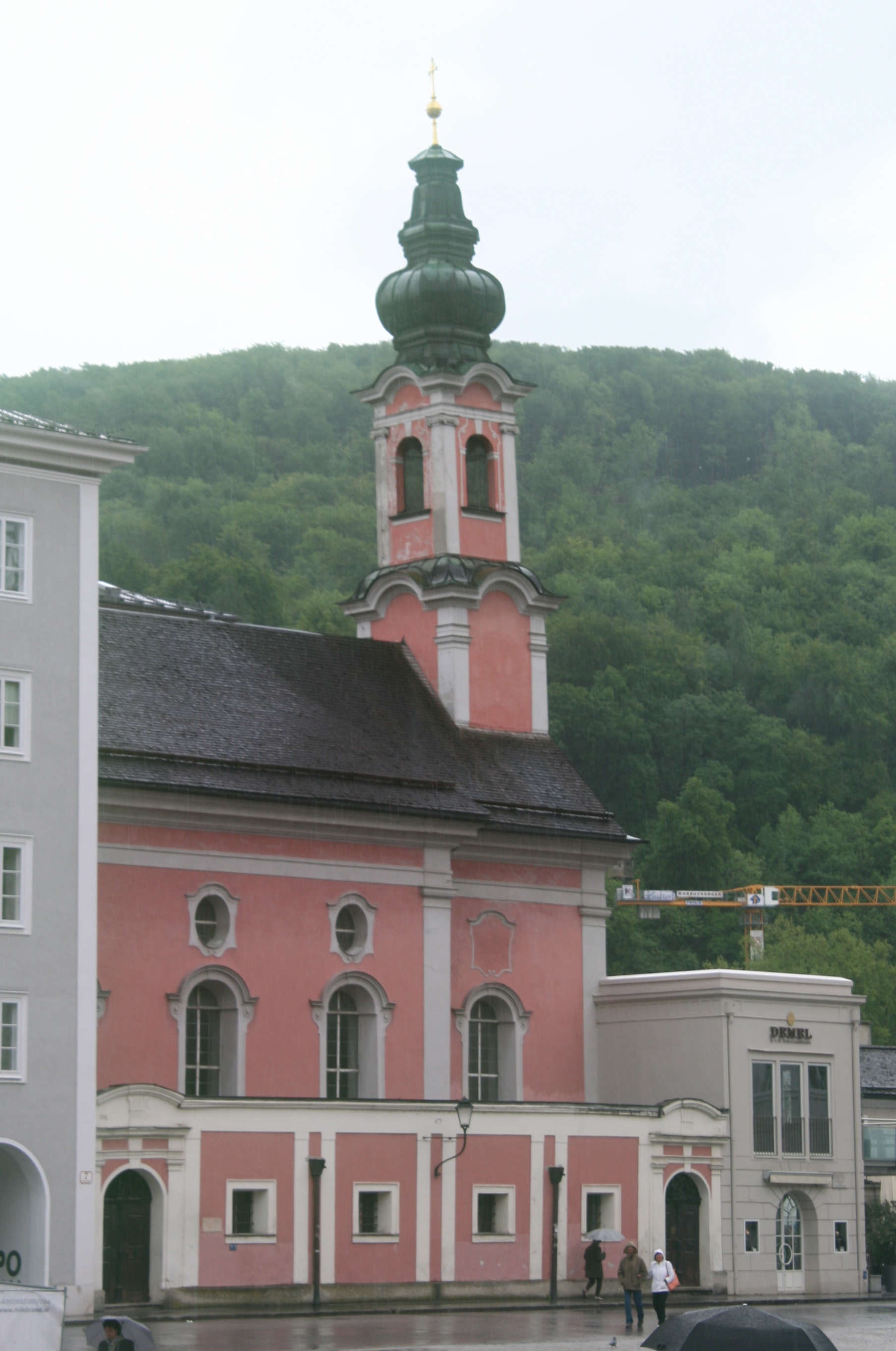
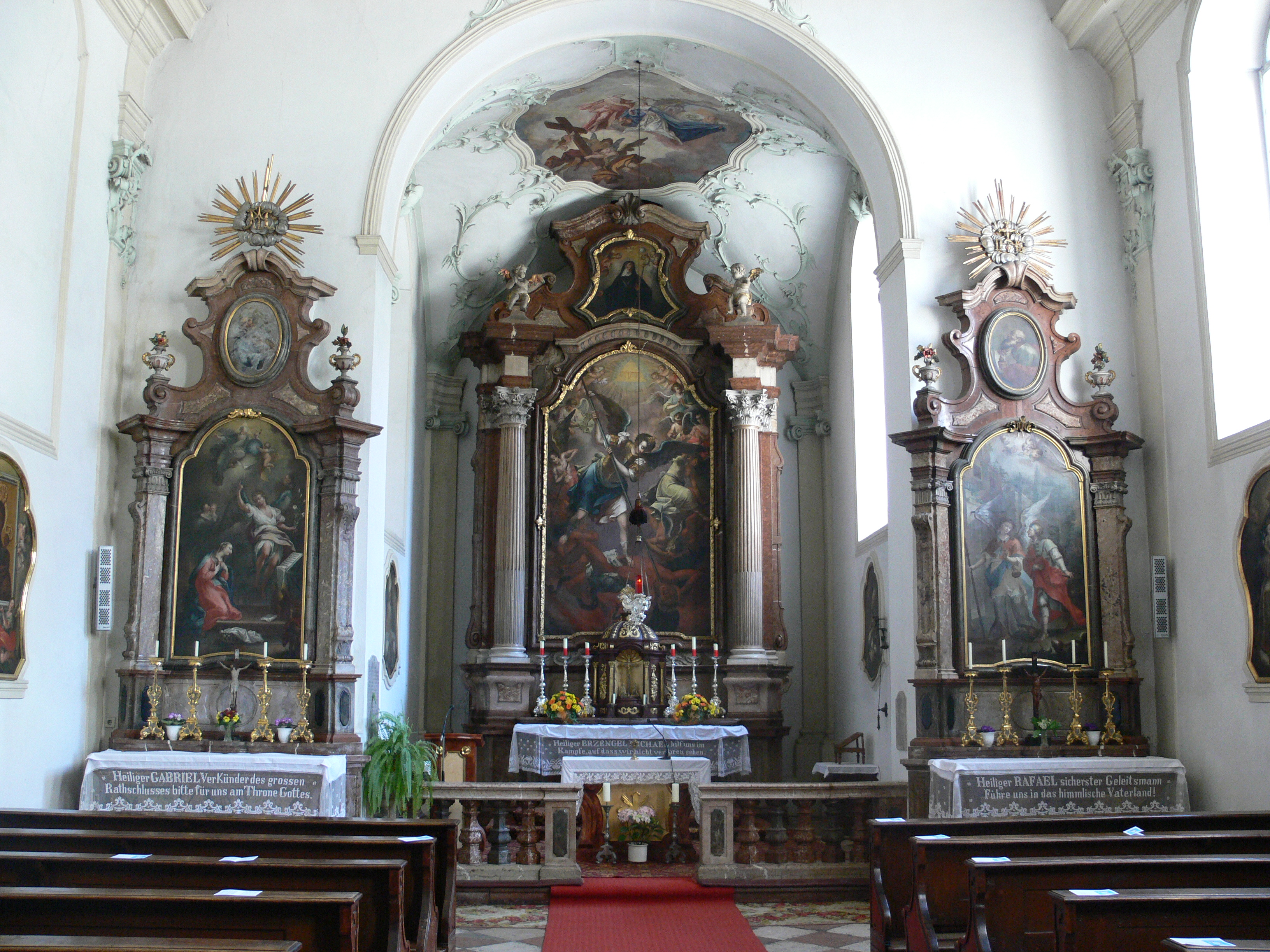
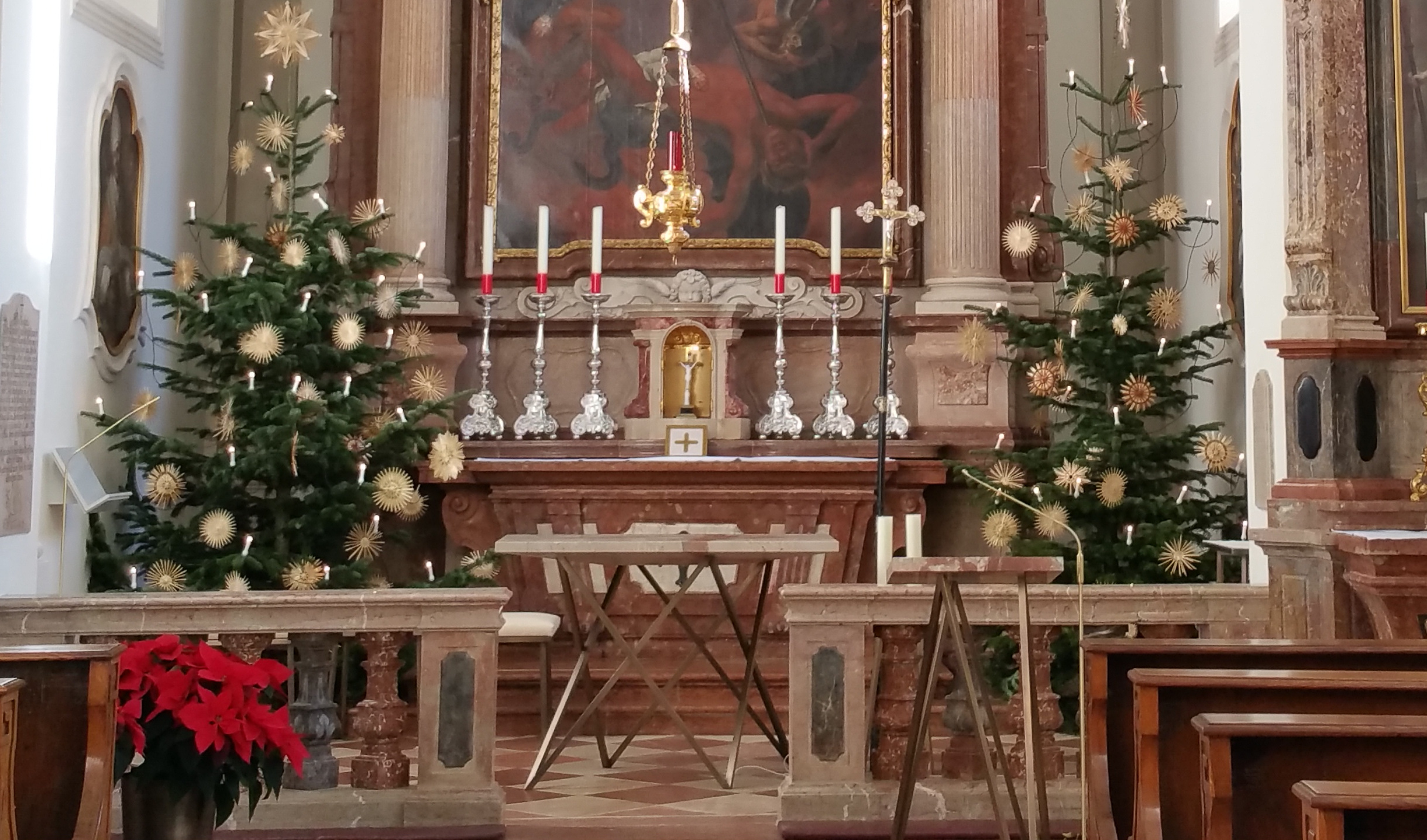